# Qingzang-järnvägen

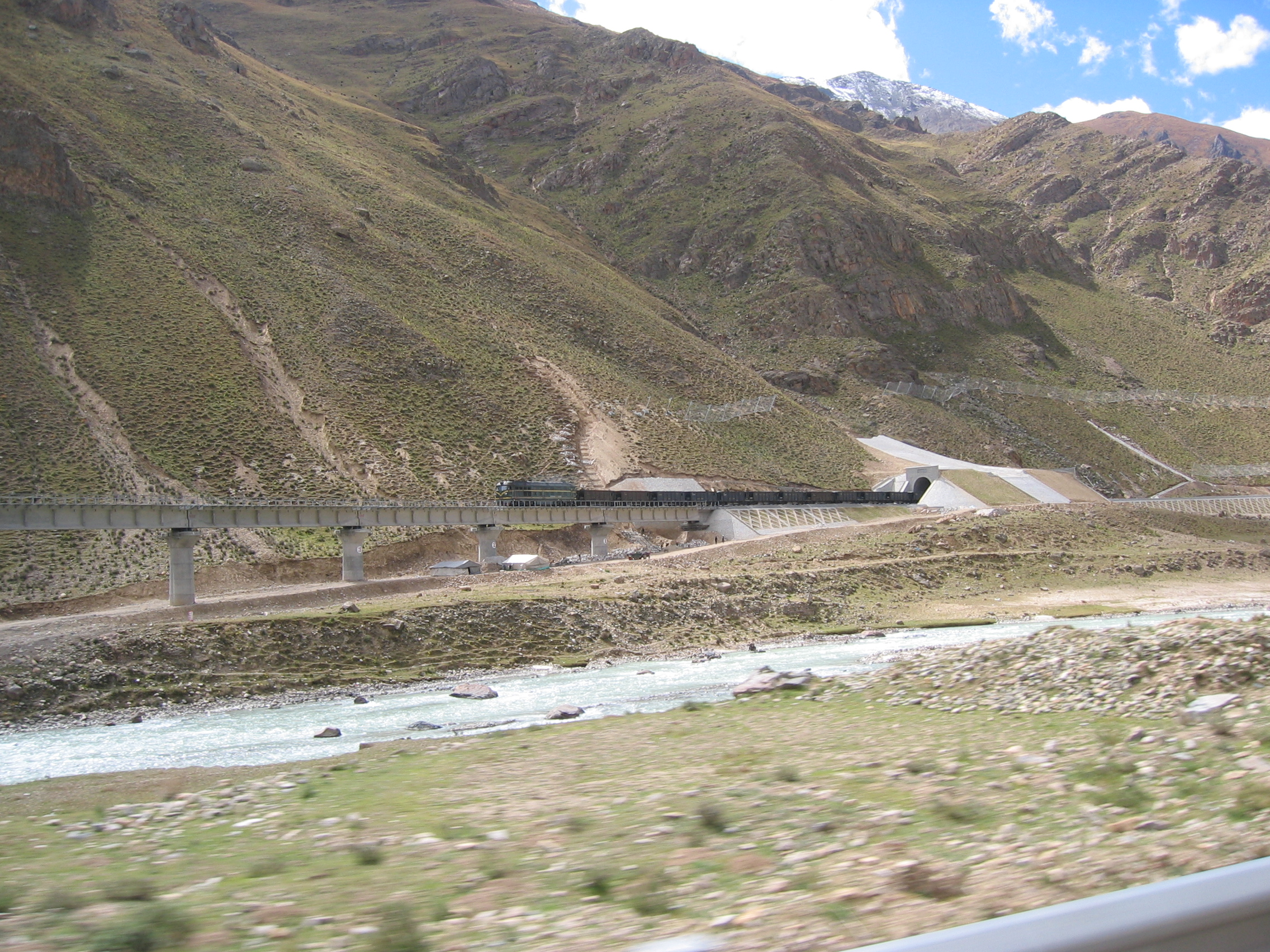
Ett tåg susar fram på Qingzang-järnvägen, oktober 2005.

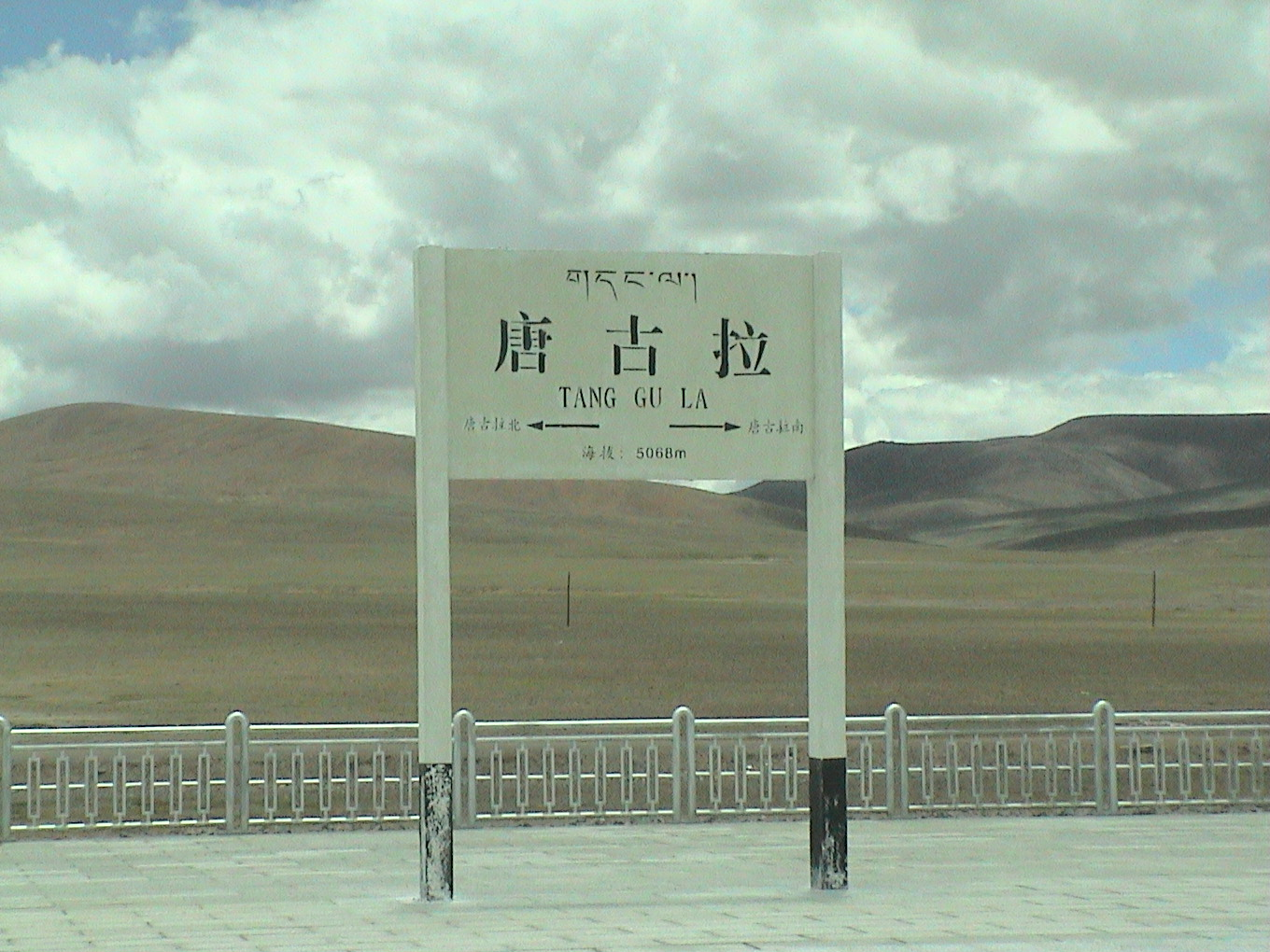
Tang Gu La ligger 5 068 meter över havet och är därmed världens högst belägna järnvägsstation.

Qingzang-järnvägen, eller Qinghai–Tibet railway (kinesiska: 青藏铁路/Qīngzàng Tiělù), är en 1 972 km lång järnväg som förbinder Xining, provinsen Qinghai, med Lhasa, regionen Tibet, i Kina. Den är den första järnvägen till Tibet.
Järnvägslinjen mellan Xining och Golmud stod klar 1984, medan den 1 142 kilometer långa järnvägen mellan Golmud och Lhasa invigdes den 1 juli 2006.
Järnvägen är världens högsta järnväg, och når 5 072 meter över havet. I tåget finns två separata syrgassystem för att förebygga höjdsjuka. Syrgaskoncentrationen är höjd till cirka 26 % , och via syrgasuttag kan man få ytterligare tillskott via näsgrimmor. 
Järnvägen är kontroversiell, då vissa observatörer anser att den kommer att bidra till att Tibet får en hankinesisk majoritet på samma sätt som tidigare skett i Inre Mongoliet och Xinjiang. Detta genom att regionen får en tillväxt, vilket skapar arbetstillfällen, och därmed inflyttning. Resan mellan Beijing och Lhasa tar 44 timmar och resan mellan Xining och Lhasa tar över 24 timmar med tåg. Direktflyg utan mellanlandning mellan Beijing och Lhasa tar 5 timmar.

Nanshankous järnvägsstation
Nachitais järnvägsstation